# Pala Bevilacqua-Lazise
La Pala Bevilacqua Lazise (o Madonna col Bambino, i santi Giovanni battista e Ludovico da Tolosa e due donatori) è un dipinto a olio su tela di Paolo Caliari (detto "il Veronese"), databile al 1548 e conservato nel Museo di Castelvecchio a Verona.

## Storia
La nobile veronese Lucrezia Bevilacqua Lazise (nata Malaspina) commissionò al giovane Paolo Caliari una pala per adornare la cappella funeraria nella chiesa di San Fermo Maggiore dove era stato sepolto il marito Giovanni Battista Bevilacqua Lazise.
La tela venne completata nel 1548, il soggetto prescelto fu una Madonna con Bambino e Santi (san Giovanni Battista e san Ludovico di Tolosa) con i ritratti in abisso dei due committenti. Fu l’opera giovanile che sancì il genio e la fama dell'autore.

## Descrizione
Il Veronese inserisce la Madonna con in braccio il figlio ed i santi in una struttura architettonica semplice e lineare, che gli permette di creare una piramide compositiva, partendo dai due membri della famiglia Bevilacqua che pregano e passando dai santi per giungere al vertice rappresentato proprio da Maria, che regge da una parte un libro e dall'altra Gesù. Dietro invece a dei tendaggi alle spalle della Madonna, fra la penombra, il pittore raffigura due angeli.

## Stile
Già le sue opere giovanili, quando l'artista era ancora a Verona, testimoniano la precoce attenzione del Veronese alla maniera moderna, la cui complessità compositiva evidenzia il superamento dello stile del Badile, suo maestro,  e per l'appunto il recepimento di influssi manieristici.
Da Antonio Badile (sebbene il Vasari lo definisca allievo di Giovanni Francesco Caroto) apprende un elemento destinato a divenire preziosa costante del suo stile: il disegno che contorna zone di superficie colorate e giustapposte, già riscontrabile in queste prime opere realizzate nella sua città scaligera, e rivela, oltre ad una complessità costruttiva di stampo manierista, anche un nuovo e personale senso della luce e del colore. Comunque, sebbene mostri ancora i segni, nei richiami al Badile, al Torbido e al Caroto, del primitivo scolasticismo,
questi non portarono però ad influenze rilevanti sul futuro stile del Veronese, al contrario degli influssi di Michele Sanmicheli, che lo introdusse alle innovazioni manieristiche, e quelli di ascendenza tosco-romana, la cui fonte è Giulio Romano, a lungo attivo nella vicina Mantova, sia di stampo emiliano, riferibili all'opera del Correggio e del Parmigianino.